# Oberonia marina
Oberonia marina là một loài thực vật có hoa trong họ Lan. Loài này được J.B.Comber mô tả khoa học đầu tiên năm 1990.